# A Cry for the New World
A Cry for the New World è il quarto album del gruppo musicale Praying Mantis, pubblicato nel 1993.

## Tracce
1. Rise Up Again – 4:11
2. A Cry for the New World – 5:28
3. A Moment in Life – 6:01
4. Letting Go – 7:33
5. One Chance – 5:31
6. Dangerous – 5:29
7. Fight to Be Free – 7:09
8. Open Your Heart – 5:23
9. Dream On – 5:34
10. Journeyman – 7:00
11. The Final Eclipse – 2:27